# Lista miliardarilor (2008)
Aceasta este  lista celor mai bogați 100 de oameniși este realizată  de revista Forbes la data 11 februarie 2008, bazată pe valoarea netă a fiecărei persoane incluse.  Valoarea netă reprezintă o estimare realizată în dolari americani, ce are la bază pe prețurile acțiunilor de la închiderea sesiuni de tranzacționare de la bursele de valori pe care sunt cotate companiile în care acele persoane au participații, precum și pe baza cursurilor de schimb dintre dolar și alte valute de la data de 11 februarie 2008 .   Această listă nu inculde șefi de state a căror avere este obținută datorită poziției pe care o ocupă.

Cei mai bogați oameni
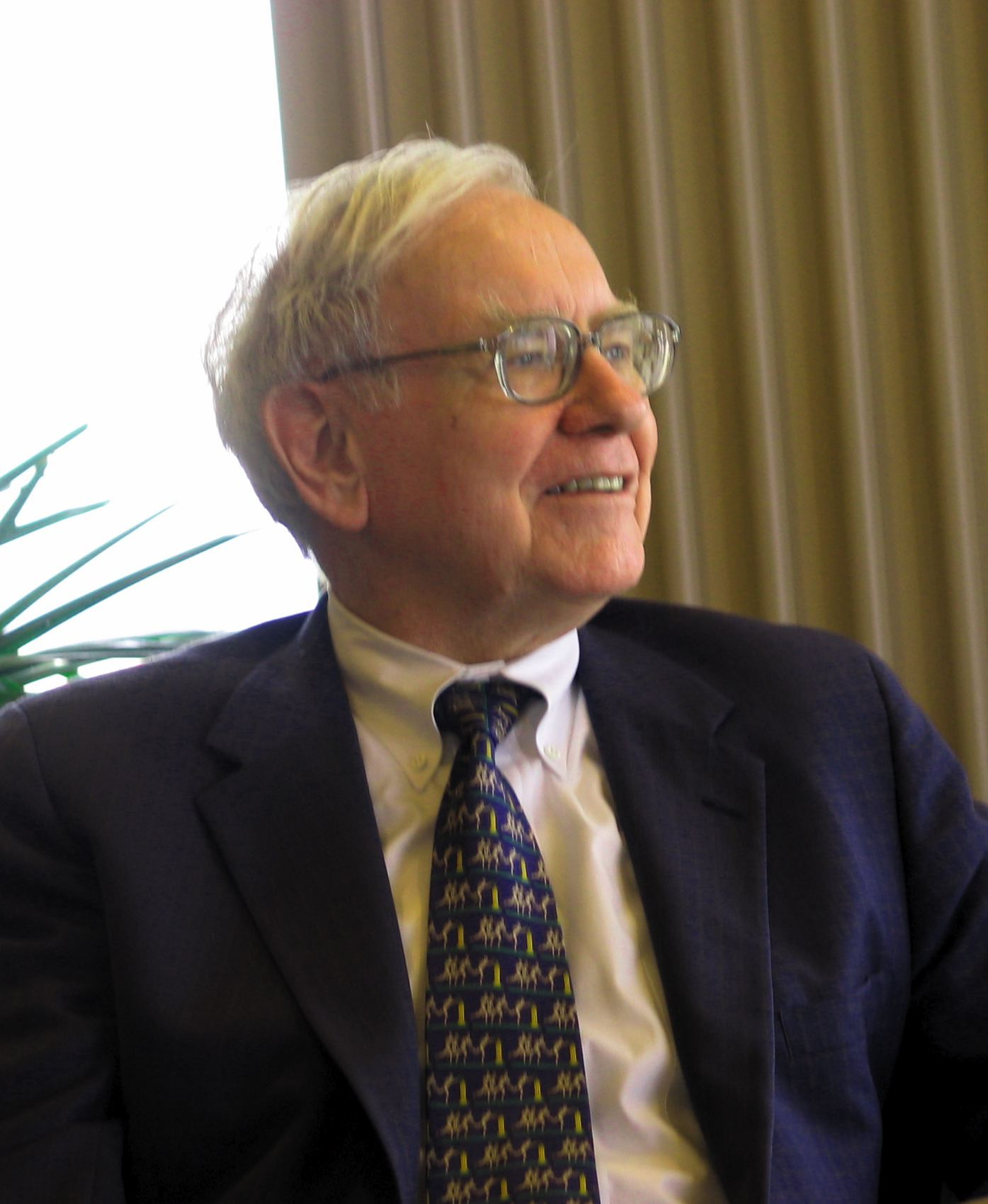
Warren Buffett
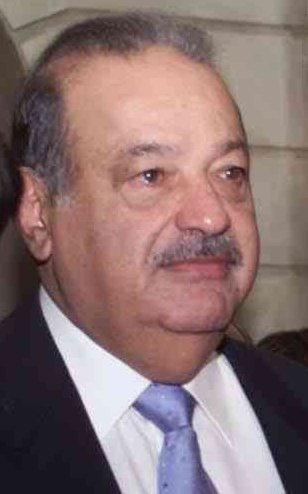
Carlos Slim Helú
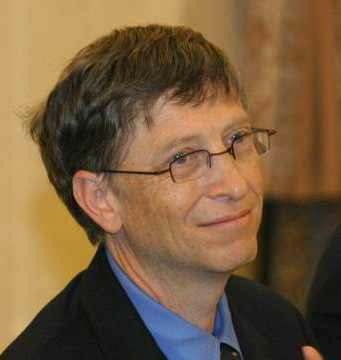
Bill Gates
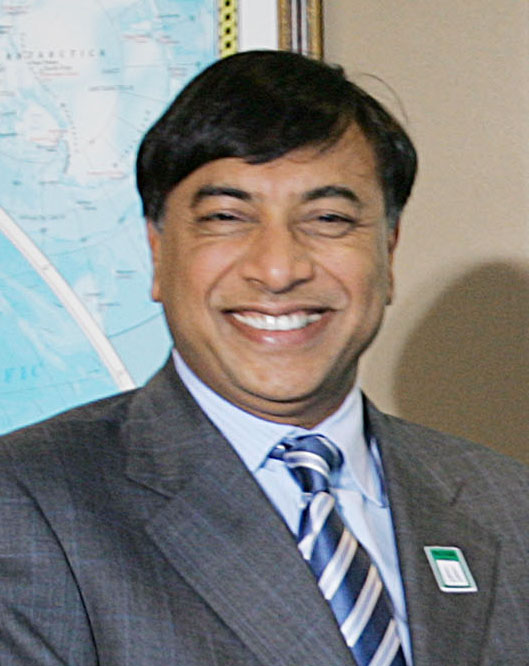
Lakshmi Mittal
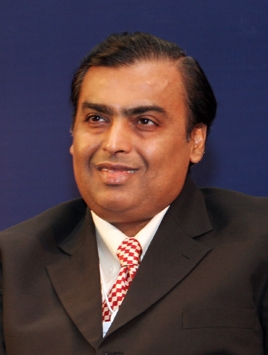
Mukesh Ambani

## Topul miliardarilor
| Legendă  | Legendă                                      |
| Imaginea | Descrierea                                   |
| -------- | -------------------------------------------- |
| ▬        | A staționat față de poziția ocupată în 2007. |
| ▲        | A urcat față de poziția ocupată în 2007.     |
| ▼        | A coborât față de poziția ocupată în 2007.   |

| Nr.  | Nume                                          | Valoarea netă (USD) | Vârsta         | Cetățenie                  | Rezidență                  | Sursa averii                                 | Ref.              |
| ---- | --------------------------------------------- | ------------------- | -------------- | -------------------------- | -------------------------- | -------------------------------------------- | ----------------- |
| 1▲   | Warren Buffett                                | $62.0 miliarde ▲    | 78             | Statele Unite ale Americii | Statele Unite ale Americii | Berkshire Hathaway                           | [ 2 ]             |
| 2▲   | Carlos Slim Helú                              | $60.0 miliarde ▲    | 68             | Mexic                      | Mexic                      | Telmex, América Móvil                        | [ 2 ]             |
| 3▼   | Bill Gates                                    | $58.0 miliarde ▲    | 52             | Statele Unite ale Americii | Statele Unite ale Americii | Microsoft                                    | [ 2 ]             |
| 4▲   | Lakshmi Mittal                                | $45.0 miliarde ▲    | 57             | India                      | Regatul Unit               | Arcelor Mittal                               | [ 3 ]             |
| 5▲   | Mukesh Ambani                                 | $43.0 miliarde ▲    | 50             | India                      | India                      | Reliance Industries                          | [ 3 ]             |
| 6▲   | Anil Ambani                                   | $42.0 miliarde ▲    | 48             | India                      | India                      | Anil Dhirubhai Ambani Group                  | [ 3 ]             |
| 7▲   | Rinat Akhmetov                                | $31.1 miliarde ▲    | 41             | Ucraina                    | Ucraina                    | SCM Holdings                                 | [ 4 ] [ 5 ] [ 6 ] |
| 8▼   | Ingvar Kamprad și familia                     | $31.0 miliarde ▼    | 81             | Suedia                     | Elveția                    | IKEA                                         | [ 3 ]             |
| 9▲   | Kushal Pal Singh                              | $30.0 miliarde ▲    | 76             | India                      | India                      | DLF Group                                    | [ 3 ]             |
| 10▲  | Oleg Deripaska                                | $28.0 miliarde ▲    | 40             | Rusia                      | Rusia                      | Rusal                                        | [ 3 ]             |
| 11▲  | Karl Albrecht                                 | $27.0 miliarde ▲    | 88             | Germania                   | Germania                   | Aldi Süd                                     | [ 3 ]             |
| 12▼  | Li Ka-shing                                   | $26.5 miliarde ▲    | 79             | Hong Kong, China           | Hong Kong, China           | Cheung Kong Holdings, Hutchison Whampoa      | [ 7 ]             |
| 13▼  | Sheldon Adelson                               | $26.0 miliarde ▼    | 74             | Statele Unite ale Americii | Statele Unite ale Americii | Las Vegas Sșis                               | [ 8 ]             |
| 14▼  | Bernard Arnault                               | $25.5 miliarde ▼    | 59             | Franța                     | Franța                     | LVMH Moët Hennessy • Louis Vuitton           | [ 9 ]             |
| 15▼  | Lawrence Ellison                              | $25.0 miliarde ▲    | 63             | Statele Unite ale Americii | Statele Unite ale Americii | Oracle Corporation                           | [ 2 ]             |
| 16▲  | Roman Abramovici                              | $23.5 miliarde ▲    | 41             | Rusia                      | Regatul Unit               | Millhouse Capital                            | [ 10 ]            |
| 17▲  | Theo Albrecht                                 | $23.0 miliarde ▲    | 85             | Germania                   | Germania                   | ALDI Nord, Trader Joe's                      | [ 11 ]            |
| 18▼  | Liliane Bettencourt                           | $22.9 miliarde ▲    | 85             | Franța                     | Franța                     | L'Oréal                                      | [ 2 ]             |
| 19▲  | Alexei Mordashov                              | $21.2 miliarde ▲    | 42             | Rusia                      | Rusia                      | Severstal                                    | [ 10 ]            |
| 20▼  | Prince Alwaleed Bin Talal Alsaud              | $21.0 miliarde ▲    | 51             | Arabia Saudită             | Arabia Saudită             | Kingdom Holding Company, Citigroup           | [ 12 ]            |
| 21▲  | Mikhail Fridman                               | $20.8 miliarde ▲    | 43             | Rusia                      | Rusia                      | Alfa Group                                   |                   |
| 22▲  | Vladimir Lisin                                | $20.3 miliarde ▲    | 51             | Rusia                      | Rusia                      | Novolipetsk Steel                            | [ 13 ]            |
| 23▼  | Amancio Ortega                                | $20.2 miliarde ▼    | 72             | Spania                     | Spania                     | Inditex Group                                | [ 14 ]            |
| 24▼  | Sultan Hassanal Bolkiah Mu'izzaddin Waddaulah | $20.0 miliarde ▲    | 62             | Brunei                     | Brunei                     | Brunei Shell Petroleum                       | [ 15 ]            |
| 25▲  | Raymond Kwok, Thomas Kwok, and Walter Kwok    | $19.9 miliarde ▲    | 56, 57, and 58 | Hong Kong, China           | Hong Kong, China           | Sun Hung Kai                                 |                   |
| 26▲  | Mikhail Prokhorov                             | $19.5 miliarde ▲    | 42             | Rusia                      | Rusia                      | Interros                                     | [ 13 ]            |
| 27▲  | Vladimir Potanin                              | $19.3 miliarde ▲    | 47             | Rusia                      | Rusia                      | Interros                                     | [ 13 ]            |
| 28▼  | Christy Walton                                | $19.2 miliarde ▲    | 53             | Statele Unite ale Americii | Statele Unite ale Americii | Wal-Mart                                     | [ 16 ]            |
| 29▼  | Jim Walton                                    | $19.2 miliarde ▲    | 60             | Statele Unite ale Americii | Statele Unite ale Americii | Wal-Mart                                     | [ 16 ]            |
| 29▼  | S. Robson Walton                              | $19.2 miliarde ▲    | 64             | Statele Unite ale Americii | Statele Unite ale Americii | Wal-Mart                                     | [ 16 ]            |
| 31▲  | Lee Shau Kee                                  | $19.0 miliarde ▲    | 80             | Hong Kong, China           | Hong Kong, China           | Henderson Land Development                   |                   |
| 31▼  | Alice Walton                                  | $19.0 miliarde ▲    | 58             | Statele Unite ale Americii | Statele Unite ale Americii | Wal-Mart                                     | [ 16 ]            |
| 33▼  | David Thomson și familia                      | $18.9 miliarde ▼    | 50             | Canada                     | Canada                     | The Thomson Corporation                      | [ 17 ]            |
| 34▼  | Sergey Brin                                   | $18.7 miliarde ▲    | 34             | Statele Unite ale Americii | Statele Unite ale Americii | Google                                       | [ 2 ]             |
| 35▼  | Larry Page                                    | $18.6 miliarde ▲    | 35             | Statele Unite ale Americii | Statele Unite ale Americii | Google                                       | [ 2 ]             |
| 36▲  | Michael Otto și familia                       | $18.2 miliarde ▲    | 64             | Germania                   | Germania                   | Otto GmbH                                    |                   |
| 37▼  | Stefan Persson                                | $17.7 miliarde ▼    | 60             | Suedia                     | Suedia                     | Hennes & Mauritz                             |                   |
| 38▼  | Suleyman Kerimov                              | $17.5 miliarde ▲    | 42             | Rusia                      | Rusia                      | Gazprom, Sberbank                            |                   |
| 39▲  | Charles Koch                                  | $17.0 miliarde ▲    | 72             | Statele Unite ale Americii | Statele Unite ale Americii | Koch Industries                              | [ 18 ]            |
| 40▲  | David H. Koch                                 | $17.0 miliarde ▲    | 67             | Statele Unite ale Americii | Statele Unite ale Americii | Koch Industries                              | [ 18 ]            |
| 41▼  | François Pinault și familia                   | $16.9 miliarde ▲    | 71             | Franța                     | Franța                     | PPR                                          |                   |
| 42▼  | Michael Dell                                  | $16.4 miliarde ▲    | 43             | Statele Unite ale Americii | Statele Unite ale Americii | Dell                                         |                   |
| 43▼  | Paul Allen                                    | $16.0 miliarde ▼    | 55             | Statele Unite ale Americii | Statele Unite ale Americii | Microsoft                                    | [ 12 ]            |
| 43▼  | Kirk Kerkorian                                | $16.0 miliarde ▲    | 90             | Statele Unite ale Americii | Statele Unite ale Americii | Tracinda Corporation                         | [ 8 ]             |
| 45▼  | Steven Ballmer                                | $15.0 miliarde ▬    | 52             | Statele Unite ale Americii | Statele Unite ale Americii | Microsoft                                    | [ 19 ]            |
| 45▼  | Abigail Johnson                               | $15.0 miliarde ▲    | 46             | Statele Unite ale Americii | Statele Unite ale Americii | Fidelity Investments                         |                   |
| 45▲  | Shashi Ruia and Ravi Ruia                     | $15.0 miliarde ▲    |                | India                      | India                      | Essar                                        |                   |
| 48▲  | Nasser Al-Kharafi și familia                  | $14.0 miliarde ▲    | 64             | Kuwait                     | Kuwait                     | M. A. Kharafi & Sons                         |                   |
| 48▲  | The Duke of Westminster și familia            | $14.0 miliarde ▲    | 56             | Regatul Unit               | Regatul Unit               | Grosvenor Group                              | [ 20 ]            |
| 48▼  | Carl Icahn                                    | $14.0 miliarde ▲    | 72             | Statele Unite ale Americii | Statele Unite ale Americii | American Car and Foundry Company             | [ 8 ]             |
| 48▲  | Forrest Edward Mars, Jr.                      | $14.0 miliarde ▲    | 76             | Statele Unite ale Americii | Statele Unite ale Americii | Mars, Incorporated                           | [ 8 ]             |
| 48▲  | Jacqueline Mars                               | $14.0 miliarde ▲    | 68             | Statele Unite ale Americii | Statele Unite ale Americii | Mars, Incorporated                           | [ 8 ]             |
| 48▲  | John Mars                                     | $14.0 miliarde ▲    | 71             | Statele Unite ale Americii | Statele Unite ale Americii | Mars, Incorporated                           | [ 8 ]             |
| 48▲  | Birgit Rausing și familia                     | $14.0 miliarde ▲    | 84             | Suedia                     | Elveția                    | Tetra Laval                                  |                   |
| 48▼  | Jack C. Taylor și familia                     | $14.0 miliarde ▲    | 85             | Statele Unite ale Americii | Statele Unite ale Americii | Enterprise Rent-A-Car                        |                   |
| 56▲  | German Khan                                   | $13.9 miliarde ▲    | 46             | Rusia                      | Rusia                      | TNK-BP                                       |                   |
| 57▲  | Susanne Klatten                               | $13.2 miliarde ▲    | 45             | Germania                   | Germania                   | BMW                                          |                   |
| 58▼  | Vagit Alekperov                               | $13.0 miliarde ▲    | 57             | Rusia                      | Rusia                      | LUKoil                                       |                   |
| 59▲  | Donald Bren                                   | $13.0 miliarde ▲    | 75             | Statele Unite ale Americii | Statele Unite ale Americii | Irvine Company                               |                   |
| 60▲  | Alain Wertheimer and Gerard Wertheimer        | $12.9 miliarde ▲    | 59 and 58      | Franța                     | Statele Unite ale Americii | Chanel                                       |                   |
| 61▲  | Dmitry Rybolovlev                             | $12.8 miliarde ▲    | 41             | Rusia                      | Rusia                      | Uralkali                                     |                   |
| 62▼  | Azim Premji                                   | $12.7 miliarde ▼    | 62             | India                      | India                      | Wipro Technologies                           |                   |
| 63▲  | Naguib Sawiris                                | $12.7 miliarde ▲    | 53             | Egipt                      | Egipt                      | Orascom Telecom Holding                      |                   |
| 64▼  | Anne Cox Chambers                             | $12.6 miliarde ▬    | 88             | Statele Unite ale Americii | Statele Unite ale Americii | Cox Enterprises                              |                   |
| 65▲  | Iskander Makhmudov                            | $11.9 miliarde ▲    | 44             | Rusia                      | Rusia                      | Uralskaya Gorno-Metallurgicheskaya Kompaniya |                   |
| 66▲  | Sunil Mittal și familia                       | $11.8 miliarde ▲    | 50             | India                      | India                      | Bharti Airtel                                |                   |
| 67▲  | Alexander Abramov                             | $11.5 miliarde ▲    | 49             | Rusia                      | Rusia                      | Evraz Group                                  |                   |
| 68▲  | Michael Bloomberg                             | $11.5 miliarde ▲    | 66             | Statele Unite ale Americii | Statele Unite ale Americii | Bloomberg L.P.                               | [ 14 ]            |
| 69▼  | Viktor Vekselberg                             | $11.2 miliarde ▲    | 50             | Rusia                      | Rusia                      | Renova Group                                 |                   |
| 70▼  | Michele Ferrero și familia                    | $11.0 miliarde ▲    | 81             | Italia                     | Monaco                     | Ferrero                                      |                   |
| 70▲  | George Kaiser                                 | $11.0 miliarde ▲    | 65             | Statele Unite ale Americii | Statele Unite ale Americii | BOK Financial Corporation                    |                   |
| 70▼  | Spiro Latsis și familia                       | $11.0 miliarde ▬    | 61             | Grecia                     | Elveția                    | EFG Bank European Financial Group            |                   |
| 70▲  | Nassef Sawiris                                | $11.0 miliarde ▲    | 46             | Egipt                      | Egipt                      | Orascom Construction Industries (OCI)        |                   |
| 74▲  | Alexei Kuzmichov                              | $10.8 miliarde ▲    | 45             | Rusia                      | Rusia                      | Alfa Group                                   |                   |
| 75▲  | Philip Knight                                 | $10.4 miliarde ▲    | 70             | Statele Unite ale Americii | Statele Unite ale Americii | Nike                                         |                   |
| 75▲  | Viktor Rashnikov                              | $10.4 miliarde ▲    | 59             | Rusia                      | Rusia                      | Magnitogorsk Iron and Steel Works            |                   |
| 77▲  | Ernesto Bertarelli                            | $10.3 miliarde ▲    | 42             | Elveția                    | Elveția                    | Serono                                       |                   |
| 78▲  | Kumar Mangalam Birla                          | $10.2 miliarde ▲    | 40             | India                      | India                      | Aditya Birla Group                           |                   |
| 79▼  | Leonardo Del Vecchio                          | $10.0 miliarde ▼    | 72             | Italia                     | Italia                     | Luxottica                                    |                   |
| 79▲  | Antônio Ermírio de Moraes și familia          | $10.0 miliarde ▲    | 79             | Brazil                     | Brazil                     | Votorantim Group                             |                   |
| 79▲  | Iris Fontbona și familia                      | $10.0 miliarde ▲    |                | Chile                      | Chile                      | Antofagasta PLC, Quiñenco                    |                   |
| 79▲  | Edward Johnson, III                           | $10.0 miliarde ▲    | 77             | Statele Unite ale Americii | Statele Unite ale Americii | Fidelity Investments                         |                   |
| 79▼  | Hans Rausing                                  | $10.0 miliarde ▲    | 82             | Suedia                     | Regatul Unit               | Tetra Laval                                  | [ 20 ]            |
| 79▼  | Vladimir Yevtushenkov                         | $10.0 miliarde ▲    | 59             | Rusia                      | Rusia                      | Sistema                                      |                   |
| 79▲  | Igor Zyuzin                                   | $10.0 miliarde ▲    | 47             | Rusia                      | Rusia                      | Mechel                                       |                   |
| 86▼  | Serge Dassault și familia                     | $9.9 miliarde ▼     | 82             | Franța                     | Franța                     | Dassault Group                               |                   |
| 87▲  | Alberto Baillères                             | $9.8 miliarde ▲     | 75             | Mexic                      | Mexic                      | Grupo Bal                                    |                   |
| 88▲  | Ramesh Chandra                                | $9.6 miliarde ▲     | 68             | India                      | India                      | Unitech Group                                |                   |
| 89▼  | Charles Ergen                                 | $9.5 miliarde ▼     | 55             | Statele Unite ale Americii | Statele Unite ale Americii | Dish Network Corporation                     |                   |
| 89▼  | John Kluge                                    | $9.5 miliarde ▲     | 93             | Statele Unite ale Americii | Statele Unite ale Americii | Metromedia                                   | [ 14 ]            |
| 89▲  | Ronald Perelman                               | $9.5 miliarde ▲     | 65             | Statele Unite ale Americii | Statele Unite ale Americii | Revlon                                       |                   |
| 92▼  | Silvio Berlusconi și familia                  | $9.4 miliarde ▼     | 71             | Italia                     | Italia                     | Fininvest                                    |                   |
| 93▲  | Gautam Adani                                  | $9.3 miliarde ▲     | 45             | India                      | India                      | Adani Group                                  | [ 7 ]             |
| 93▲  | Petr Kellner                                  | $9.3 miliarde ▲     | 43             | Cehia                      | Cehia                      | PPF Group                                    |                   |
| 93▲  | Alisher Usmanov                               | $9.3 miliarde ▲     | 54             | Rusia                      | Rusia                      | Metalloinvest                                |                   |
| 96▼  | Adolf Merckle                                 | $9.2 miliarde ▼     | 73 (d. 2009)   | Germania                   | Germania                   | Phoenix Pharmahandel                         |                   |
| 96▼  | August von Finck, Jr.                         | $9.2 miliarde ▲     | 78             | Germania                   | Elveția                    | Allianz                                      |                   |
| 96▲  | Aburizal Bakrie                               | $9.2 miliarde ▲     | 61             | Indonezia                  | Indonezia                  | PT Lapindo Brantas                           |                   |
| 99▲  | Onsi Sawiris                                  | $9.1 miliarde ▲     | 78             | Egipt                      | Egipt                      | Orascom Telecom Holding                      |                   |
| 99▼  | Mohammed Al Amoudi                            | $9.1 miliarde ▲     | 62             | Arabia Saudită             | Arabia Saudită             | Corral Petroleum Holdings                    |                   |
| 101▲ | Robert Kuok                                   | $9.0 miliarde ▲     | 84             | Malaysia                   | Hong Kong, China           | Perlis Plantations Bhd                       |                   |
| 101▼ | George Soros                                  | $9.0 miliarde ▲     | 77             | Statele Unite ale Americii | Statele Unite ale Americii | Soros Fund Management                        |                   |